# Zimandcuz, Arad
Zimandcuz (Zimandköz, în limba maghiară) este un sat în comuna Zimandu Nou din județul Arad, Crișana, România. La recensământul din 2002 avea o populație de 1184 locuitori.
Satul Zimandcuz se află pe DN 79, între Arad spre Oradea. Satul a luat ființă între anii 1852-1853 prin așezarea a 92 familii de țărani maghiari alungați de moșierul din vestul județului Arad, bancherul Samuel Wodianer, din pusta Bankut (Bánkút puszta), actualmente în Ungaria. Se spune că la origine ar fi vorba de slovaci maghiarizați (sau maghiari) veniți din comitatul Heves, din NV Ungariei sau sudul Slovaciei.
Inițial sat maghiar (la fel ca localitatea Zimandul Nou), aici s-au așezat ulterior și români, germani și romi. Crescând numărul ortodocșilor, la 1993 s-a început edificarea unei biserici ortodoxe. Localitatea s-a dezvoltat ulterior și datorită faptului că este așezată pe o importantă arteră de circulație, și în zona roditoare a Câmpiei de Vest. Aici s-au înființat un dispensar medical, un cămin cultural, o școală, magazine și sute de case de locuit.